# HMS Charybdis (88)
HMS Charybdis (88) là một tàu tuần dương hạng nhẹ thuộc lớp Dido của Hải quân Hoàng gia Anh Quốc, được đưa ra hoạt động trong Chiến tranh Thế giới thứ hai, và đã bị tàu phóng lôi Đức đánh chìm ngoài khơi miền Bắc nước Pháp vào ngày 23 tháng 10 năm 1943.

## Thiết kế và chế tạo
Charybdis được chế tạo bởi xưởng tàu Cammell Laird tại Birkenhead, Anh Quốc, được đặt lườn vào ngày 9 tháng 11 năm 1939. Nó được hạ thủy vào ngày 17 tháng 9 năm 1940 và được đưa ra hoạt động vào ngày 3 tháng 12 năm 1941.
Cùng với một tàu chị em khác cùng lớp, chiếc Scylla, Charybdis chỉ được hoàn tất với bốn tháp pháo QF 4,5 inch Mark III trên các bệ UD MK III, do tình trạng thiếu hụt tháp pháo QF 5,25 inch (133 mm). Cấu trúc thượng tầng phía trước được cải biến tương ứng cho phù hợp với chúng và cũng nhằm tăng khoảng trống cho thủy thủ đoàn. Cho dù bị chế diễu là "toothless terrors" (kẻ khủng bố không răng), chúng lại tỏ ra là những tàu tuần dương phòng không rất tốt, thường được so sánh với những con tàu chị em trang bị cỡ pháo QF 5,25 inch (133 mm) mạnh hơn.

## Lịch sử hoạt động
Sau các chuyến chạy thử máy, Charybdis gia nhập Hạm đội Nhà, và vào cuối tháng 3 năm 1942, nó tham gia vào chiến dịch rải mìn S.N.87. Trong tháng tiếp theo, nó được chuyển sang Bộ chỉ huy Bắc Đại Tây Dương, rồi tham gia Lực lượng "H" và đi đến Gibraltar. Vai trò của nó là hộ tống các tàu sân bay trong nhiệm vụ chuyển giao máy bay tăng cường cho đảo Malta đang bị bao vây. Máy bay tăng cường được cho cất cánh từ các tàu sân bay trong tầm bay đến Malta, trước khi các con tàu quay trở lại Gibraltar. Nhiều đoàn tàu vận tải đã được gửi đi cùng các tàu sân bay USS Wasp của Hoa Kỳ cùng Eagle và Argus của Anh thuộc Lực lượng "W" trong các chiến dịch L.B. và Salient.
Vào tháng 6 năm 1942, Charybdis tham gia chiến dịch Harpoon và Vigorous. Đây là một nỗ lực nhằm cung cấp lương thực và tiếp liệu đến Malta bằng cách gửi đồng thời một đoàn tàu vận tải từ Gibraltar (Harpoon) cùng lúc với một đoàn tàu khác từ Ai Cập (Vigorous), nhờ đó sẽ làm phân tán các lực lượng tấn công. Đoàn tàu vận tải Vigorous bị tiêu hao đáng kể, bao gồm việc mất chiếc tàu tuần dương chị em Hermione do trúng ngư lôi từ tàu ngầm Đức U-205.

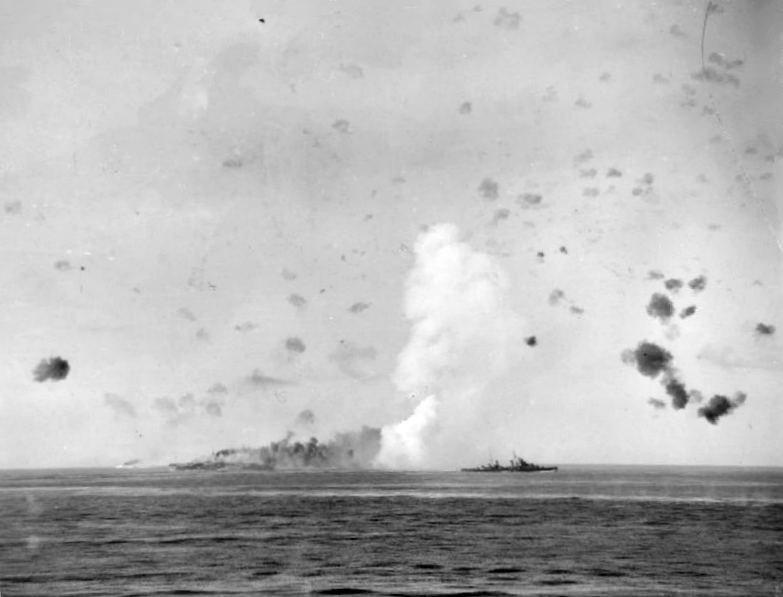
Tàu sân bay Indomitable đang cháy sau khi trúng bom, được Charybdis hộ tống, ngày 12 tháng 8 năm 1942

Sang tháng 7 năm 1942, Charybdis hỗ trợ cho các chiến dịch Pinpoint và Insect, hai chuyến vận chuyển máy bay khác bằng tàu sân bay đến Malta. Đến tháng 8 năm 1942, nó hộ tống tàu sân bay Eagle trong Chiến dịch Pedestal tăng viện cho Malta. Đoàn tàu vận tải bao gồm 15 chiếc này dự định sẽ phá vỡ sự phong tỏa Malta, và chúng có được sự hộ tống mạnh mẽ với hai thiết giáp hạm, bốn tàu sân bay, bảy tàu tuần dương và 26 tàu khu trục. Lực lượng bị tổn thất nặng khi tàu sân bay Eagle bị đánh chìm bởi ngư lôi của tàu ngầm Đức U-73, và đoàn tàu vận tải phải chịu đựng không kích liên tục. Tuy nhiên, năm tàu buôn, trong đó có chiếc tàu chở dầu bị hư hại SS Ohio, đến được Malta. Số nhiên liệu quý báu trên chiếc Ohio cho phép máy bay, tàu ngầm và tàu chiến đặt căn cứ tại Malta có thể tiếp tục các hoạt động đánh phá tuyến đường tiếp liệu quan trọng cho Erwin Rommel tại Bắc Phi Bắc Phi. Trong tháng 8 cũng diễn ra Chiến dịch Baritone, một đợt tăng cường thêm máy bay cho Malta.
Trong tháng 9 và tháng 10, Charybdis tuần tra tại Đại Tây Dương truy lùng các tàu cướp tàu buôn Đức cùng những chiếc đang cố vượt qua sự phong tỏa. Đến cuối tháng 10, nó tham gia Chiến dịch Train bảo vệ cho việc tăng cường máy bay đến Malta. Vào ngày 25 tháng 11 năm 1942 nó được điều về Hải đội Tuần dương 12 thuộc Lực lượng "H", và đã di chuyển từ Gibraltar đến Algiers cùng với Bộ chỉ huy lực lượng Đồng Minh của Chiến dịch Torch, cuộc đổ bộ lên Maroc và Algérie.
Ngày 12 tháng 12 năm 1942, Charybdis lên đường quay trở về Anh Quốc để tái gia nhập Hạm đội Nhà. Trong ba tháng đầu năm 1943, nó ở lại khu vực Scapa Flow bảo vệ các hoạt động rải mìn và tuần tra tại Bắc Hải; và đến tháng 4 tạm thời chuyển sang Bộ chỉ huy Plymouth để hộ tống các đoàn tàu vận tải và tuần tra trong vịnh Biscay. Charybdis quay trở lại Gibraltar vào tháng 8 năm 1943, và từ đây hộ tống các đoàn tàu vận tải tại Mặt trận Địa Trung Hải. Sang tháng 9 nó nằm trong thành phần Lực lượng "V" cho cuộc đổ bộ lên Salerno trong Chiến dịch Avalanche, đưa binh lính Đồng Minh, trong đó có tướng Dwight D. Eisenhower, từ Tripoli. Sau đó nó quay trở về Plymouth tiếp tục tuần tra tại vịnh Biscay.
Vào cuối năm 1943, giới chức Anh nhận được tin tức về việc một tàu chở hàng Đức, chiếcMünsterland, đang vượt qua vòng vây phong tỏa sắp về đến Đức, mang theo chuyến hàng mủ cao su latex quan trọng cùng các kim loại chiến lược. Người Đức đã tập dượt kỹ nhằm hộ tống cho những con tàu như vậy; và Anh đã đối phó bằng cách cho tiến hành Chiến dịch Tunnel, một hoạt động bình thường khi mọi tàu chiến sẵn có được huy động vào việc đánh chặn. Vào ngày 21 tháng 10 năm 1943, Charybdis cùng các tàu khu trục Grenville, Rocket và bốn tàu khu trục lớp Hunt là Limbourne, Wensleydale, Talybont và Stevenstone, đã ngăn chặn Münsterland ngoài khơi Ushant, Brittany. Lực lượng bị tấn công trong đêm bởi Chi hạm đội Tàu phóng lôi 4 Đức, bao gồm năm tàu phóng lôi lớp Elbing dưới quyền chỉ huy của Franz Kohlauf, vốn đang hộ tống con tàu vượt phong tỏa.
Hầu như ngay lập tức, Charybdis bị trúng ngư lôi phóng từ các tàu T-23 dưới quyền chỉ huy của Friedrich-Karl Paul và của T-27. Limbourne cũng bị đánh trúng trong trận đánh này, và sau đó bị đánh đắm bởi Rocket. Lực lượng Đức rút lui mà không chịu thiệt hại. Charybdis bị chìm ở tọa độ 48°59′B 3°39′T / 48,983°B 3,65°T, với tổn thất 30 sĩ quan và 432 thủy thủ ngay ngoài khơi bờ biển phía Bắc của Brittany. Münsterland sau đó buộc phải mắc cạn và bị phá hủy về phía Tây mũi Blanc Nez bởi pháo phòng thủ duyên hải của Anh vào ngày 21 tháng 1 năm 1944.

## Diễn biến tiếp theo
Sau khi Charybdis bị đánh đắm, thi thể của 21 thủy thủ và thủy binh Hoàng gia đã trôi dạt vào đảo Guernsey. Giới chức Đức chiếm đóng đã chho mai táng họ với đầy đủ nghi thức quân sự. Lễ tang trở thành một cơ hội cho người dân trên đảo biểu lộ lòng trung thành với Anh Quốc và sự phản kháng của họ đối với chính quyền Đức Quốc xã chiếm đóng, với khoảng 5000 người tham dự và khoảng 900 vòng hoa. Mọi lễ tang quân sự sau đó đều cấm thường dân tham dự.
Sau này một lễ tưởng niệm được tổ chức hàng năm có sự tham gia của các cựu chiến binh hải quân địa phương, học viên hải quân và đại diện của Hải quân Hoàng gia Anh.
Gần đây, xác tàu đắm của Charybdis và Limbourne đã được tìm thấy. Charybdis được tái khám phá vào năm 1993 ở độ sâu 83 m.